# Ludcinio Marengo
Ludcinio Marengo (Amsterdam, 14 september 1991) is een Nederlands voetballer die bij voorkeur als aanvaller speelt. 

## Loopbaan
Hij stroomde in 2011 door vanuit de jeugd van FC Volendam, dat hem een jaar daarvoor overnam van AVV Zeeburgia.Marengo debuteerde in het seizoen 2011/12 in het betaald voetbal als speler van FC Volendam, op dat moment actief in de Eerste divisie. Hij tekende in januari 2015 een driejarig contract bij ADO Den Haag, met ingang van 1 juli 2015. Het dan lopende seizoen maakte hij nog af bij Volendam. In 2017 werd hij eerst verhuurd aan Go Ahead Eagles en maakte vervolgens de overstap naar het Noorse SK Brann. Vanaf begin 2020 speelt Marengo in Bulgarije voor FK Tsarsko Selo Sofia.